# Tagetes minima
Tagetes minima là một loài thực vật có hoa trong họ Cúc. Loài này được Carl von Linné miêu tả khoa học đầu tiên.